# Прапор Макіївки
Міськи́й пра́пор Макіївки — офіційний символ міста Макіївка Донецької області. Затверджений 20 квітня 2000 р. рішенням №16/4 сесії міської ради.

## Опис
Прапор міста є прямокутним полотнищем блакитного кольору, в лівому верхньому кутку якого розташований прапор Донецької області, який вказує на приналежність міста до Донецької області. 
Чотири зірки в білій облямівці — основні аспекти утворення життя міста:
- чорна — вугільна промисловість;
- золота — металургійна промисловість;
- зелена — багатство природи краю;
- срібна — духовні традиції.